# Adele Muzzarelli
Adele Muzzarelli Beckmann (Venezia, 4 giugno 1816 – Batignolles, 3 novembre 1885) è stata una ballerina e soprano italiana.
Ricoprì anche ruoli di soprano soubrette.
Era nipote del maestro di ballo Muzzarelli, che aveva fondato il balletto di corte dell'imperatore Giuseppe e figlia del tenore Antonio Muzzarelli. La madre era prima ballerina del Teatro La Fenice di Venezia. 
Rimasta vedova quando la figlia aveva due anni, la madre si trasferì a Vienna, dove la Muzzarelli prese lezioni di canto e partecipò a vari balletti, tra cui La Fée et le Chevalier nei panni di Cupido.
Dopo l'esperienza della danza al Josephstadt Theatre fece parte del coro lirico del Kärnthnerthor Theatre e prese lezioni di canto da Giuseppe Ciccimarra a Brno, esordendo nel 1830, non ancora quindicenne, come Zerlina in Don Giovanni, per poi passare alle parti più popolari del tempo: Rosina ne Il barbiere di Siviglia, Semiramide, Isolde in Der Vampyr. Rimase a Brno per due anni, fino al 1832. In seguito, per una grave malattia perse la voce e ritornò a Vienna.
Recuperata la voce, si trasferì a Berlino, dove cantò al Königstädter Theater per due anni e dove incontrò il comico Friedrich Beckmann, che sposò l'8 maggio 1839. Recitò e cantò al Royal City Theatre di Berlino dal 1835 al 1845, quando si ritirò dalle scene. Dopo la morte del marito, nel 1866, si trasferì di nuovo a Vienna, per poi trascorrere in varie località francesi gli ultimi anni della vita.
Fu la fondatrice della "Fondazione Friedrich Beckmann", che forniva aiuti ad attori e attrici tedeschi in difficoltà economiche e a cui alla sua morte lasciò il patrimonio.